# Monte Braiola
Il monte Braiola è una montagna dell'Appennino Tosco-Emiliano alta 1.818 metri sul livello del mare, situata all'esatta intersezione tra i confini di Emilia e Toscana, nonché dei comuni di Corniglio, in provincia di Parma, e di Pontremoli e Filattiera, in provincia di Massa-Carrara, in Lunigiana. Essa è situata nell'ambito del territorio del Parco Nazionale dell'Appennino Tosco-Emiliano.

## La montagna
La cima del monte Braiola è situata in una conca dell'Appennino che comprende a brevissima distanza, da nord-ovest a sud-est, il monte Fosco (1.683 m), il monte Orsaro (1.831 m), la Bocchetta dell'Orsaro (1.724 m), il monte Marmagna (1.852 m) e il monte Aquila (1.780 m).

## La geografia
Il monte Braiola domina sul versante lunigianese sia la valle Cravarla, da cui nasce il torrente Caprio, sia i prati di Logarghena, sia ancora la verde valle tra il monte Cassera (1.204 m) e il monte di Logarghena (1.277 m).
Il versante parmense, più percorribile e piano, si caratterizza per la presenza del lago Santo da cui nasce il torrente Parma del lago Santo che, superarata località Lagdei, si unisce, nei pressi del borgo di Sesta inferiore (frazione di Corniglio), con il ramo principale dello stesso torrente Parma proveniente da i Lagoni.